# Pseudoptilinus
Pseudoptilinus is een monotypisch geslacht van kevers uit de familie van de klopkevers (Anobiidae).

## Soort
- Pseudoptilinus fissicollis Reitter in Reitter, Saulcy & Weise, 1877